# Хамад ел Мунташари
Хамад ел Мунташари (Џеда, Саудијска Арабија, 22. јун 1982) бивши је саудијски фудбалер који је играо на позицији одбрамбеног играча.
Маркос Пакета селектор репрезентације Саудијске Арабије уврстио је Хамада ел Мунташарија у тим за Светско првенство у фудбалу 2006. у Немачкој.